# دانا رون
دانا رون (بالعبرية: דנה רון‏) هي عَالِمَة حاسوب إسرائيلية، ولدت في 1964.